# Botão de opção

Exemplo de botões de opção quando as opções diferentes são selecionadas.

Um botão de opção ou botão de rádio (do inglês option button ou radio button) é um elemento de interface gráfica (isto é um componente widget) com dois estados: selecionado (ativado, verdadeiro) e não selecionado (desativado, falso), quando o usuário pressiona um botão de rato (mouse) ou uma tecla como Espaço ou Enter.  Botões de opção usados num grupo para apresentar um conjunto limitado de escolhas (duas ou mais) que são mutuamente exclusivas (por exemplo, para aceitar ou nunca aceitar cookies em preferências do navegador). Desta maneira, quando o usuário seleciona um outro botão no mesmo conjunto, os outros botões já selecionados tornam-se automaticamente desativados.
Dependendo do gerenciador de janela ou aplicação em uso, existem muitos estilos de apresentação gráfica de botões de opção. 